# 香花枇杷
香花枇杷（学名：Eriobotrya fragrans）是蔷薇科枇杷属的植物，是中国的特有植物。分布在中国大陆的广西、广东等地，生长于海拔800米至850米的地区，多生在山坡林中，目前尚未由人工引种栽培。
其种加词“Fragrans”意为“芳香的”，“有着甜美气味的”。